# دی‌هیدروکورتیزون
دی‌هیدروکورتیزون (به انگلیسی: Dihydrocortisone) با فرمول شیمیایی C۲۱H۳۰O۵ یک ترکیب شیمیایی است. که جرم مولی آن ۳۶۲٫۴۵۹۹ g/mol می‌باشد. 